# Dictyanthus tigrinus
Dictyanthus tigrinus là một loài thực vật có hoa trong họ La bố ma. Loài này được Conz. & Standl. mô tả khoa học đầu tiên năm 1924.